# Vladivostok Orcas 2019
Questa voce raccoglie le informazioni riguardanti le Vladivostok Orcas nelle competizioni ufficiali della stagione 2019 (Disputata col nome di Far East Team, in collaborazione con le Khabarovsk Cobras).

## WLAF Russia 2019

### Stagione regolare
| Mosca 5 ottobre 2019, ore 14:30 | Far East Team | 60 – 6 | Ekaterinburg Mad Wolves |  |

| Mosca 9 ottobre 2019, ore 20:15 | Far East Team | 0 – 30 | Moscow Unicorns |  |

| Mosca 13 ottobre 2019, ore 14:30 | Sechenov Phoenix | 0 – 48 | Far East Team |  |

## Statistiche di squadra
| Competizione      | %Vittorie | In casa | In casa | In casa | In casa | In casa | In casa | In trasferta | In trasferta | In trasferta | In trasferta | In trasferta | In trasferta | Totale | Totale | Totale | Totale | Totale | Totale |
| Competizione      | %Vittorie | G       | V       | N       | P       | Pf      | Ps      | G            | V            | N            | P            | Pf           | Ps           | G      | V      | N      | P      | Pf     | Ps     |
| ----------------- | --------- | ------- | ------- | ------- | ------- | ------- | ------- | ------------ | ------------ | ------------ | ------------ | ------------ | ------------ | ------ | ------ | ------ | ------ | ------ | ------ |
| Stagione regolare | .667      | 2       | 1       | 0       | 1       | 60      | 36      | 1            | 1            | 0            | 0            | 48           | 0            | 3      | 2      | 0      | 1      | 108    | 36     |
| Totale            | .667      | 2       | 1       | 0       | 1       | 60      | 36      | 1            | 1            | 0            | 0            | 48           | 0            | 3      | 2      | 0      | 1      | 108    | 36     |